# Justin Nozuka
Pour les articles homonymes, voir Nozuka.
Justin Nozuka est un chanteur, auteur-compositeur-interprète américano-canadien né le 29 septembre 1988 à New-York, aux États-Unis.

## Biographie
Justin Tokimitsu Nozuka  est né le 29 septembre 1988 à New York, d'une mère américaine, Holly (sœur de l'actrice Kyra Sedgwick,) et d'un père japonais.
l'Etobicoke School of Arts, où il développe les arts du chant, de la danse et du théâtre. Il sort un album en 2007 et se lance à temps plein dans la musique. Mais Justin n'est pas le seul de sa famille à s'être orienté vers une carrière artistique. En effet, son aîné George Nozuka est chanteur de R&B, Philip lui est comédien, Henry danseur et musicien, Christian Bridges (frère adoptif) musicien et artiste peintre (ces deux derniers forment par ailleurs un groupe appelé Down By Riverside) ; quant à ses deux autres sœurs Margaret et Sandra, elles n'ont pas suivi cette voie.
À noter également :
- il est le neveu de l'acteur Kevin Bacon.
- Un de ses clips vidéo est apparu dans la série La vie est un zoo.Tv.

En 2010 il se mobilise, avec d'autres artistes canadiens, pour l'association humanitaire "Action contre la faim" pour Haïti, en interprétant la reprise du chanteur canado-somalien K'Naan : "Wavin' Flag". Il participe également au titre hommage à Ol' Dirty Bastard, "Gone", avec RZA, James Black et Kobra Khan

## Sa musique
Adolescent, les influences musicales de Justin Nozuka sont essentiellement le RnB dont les Boyz II Men et Michael Jackson. C'est en découvrant des artistes comme Ben Harper, Joni Mitchell, Stevie Wonder ou Lauryn Hill qu'il se tourne vers un style plus folk/soul. Ses inspirations viennent à la fois de Radiohead, Bill Withers comme de Björk.  Justin garde des influences RnB de par son côté groovy. Allant de douces ballades à des rythmes dynamiques bluesy en passant par de la musique expérimentale, Justin Nozuka montre toutes les facettes de sa voix et de sa culture musicale à travers une musique diversifiée.

## Discographie

### Albums
- Holly (2007)
- You I Wind Land and Sea (2010)
- Ulysses (2014)
- Run to Waters (2018)
- Daydreams & Endless Nights (2023)

### Singles
- After Tonight
- Criminal
- Lullabye
- After Tonight (réédition)
- Golden Train
- My Heart Is Yours
- Heartless
- Heartless (La Promesse) (en duo avec Zaho)
- Right By You
- Sweet Lover
- By Your Side

### Reprises
- Bad Fog of Loneliness (Borrowed Tunes II: A Tribute to Neil Young)
- Ain't No Sunshine (Bill Withers)
- Grandma's Hands (Bill Withers)
- Sitting on the Dock of the Bay (Otis Redding)
- Billie Jean (Michael Jackson)

### Chansons hors album
- Blue Velvet Sea
- Burry Me Alive
- Comfort and Emptiness
- Criminal (de Emma)
- Falling Face First
- Gone
- Gray
- Guns and Machetes
- I Don't Know
- Letter to my Love
- Lullabye
- Motherland
- No Heaven
- Off with my Head
- Seasons Change
- Set Me Free
- Sky Blue
- Sorry
- Why